# And One of the Pharisees…
And One of the Pharisees… (Un Pharisien…) est une œuvre écrite par Arvo Pärt, compositeur estonien associé au mouvement de musique minimaliste.

## Historique
La première exécution publique a lieu à Davies en 1992 par le Theatre of Voices sous la direction de Paul Hillier,.

## Structure
En un seul mouvement d'une durée d'environ 10 minutes, pour contreténor ou alto, ténor et basse ou chœur d'homme a cappella.

## Discographie
Discographie non exhaustive.
- Sur le disque A Hilliard Songbook: New Music For Voices, par le Hilliard Ensemble, chez ECM Records (1996)
- Sur le disque Portrait, par le Theatre of Voices dirigé par Paul Hillier, chez Harmonia Mundi (1997)
- Sur le disque De profundis, par le Theatre of Voices dirigé par Paul Hillier chez Harmonia Mundi (1996)